# Linda Carlson
Linda Carlson (n. 12 mai 1945, Knoxville, Tennessee, SUA – d. 26 octombrie 2021, Gaylordsville⁠(d), Comitatul Litchfield, Connecticut, SUA) a fost o actriță americană de televiziune, scenă și film, a cărei carieră a durat din 1977 până în 2009. Este absolventă a Universității din Iowa⁠(d), unde a primit o diplomă de licență în arte dramatice. De asemenea, a fost căsătorită anterior cu regizorul Philip Charles MacKenzie⁠(d), de care a divorțat ulterior.

## Filmografie
- Dragă, am mărit copilul! (1992) – vecina băgăcioasă
- The Pickle (1993) – Bernadette
- The Beverly Hillbillies (1993) – Tia Pearl
- Murder One (1995–1997) – Juiza Beth Bornstein
- Roadside Assistance (2001) – Regina inimilor